# Zottegem

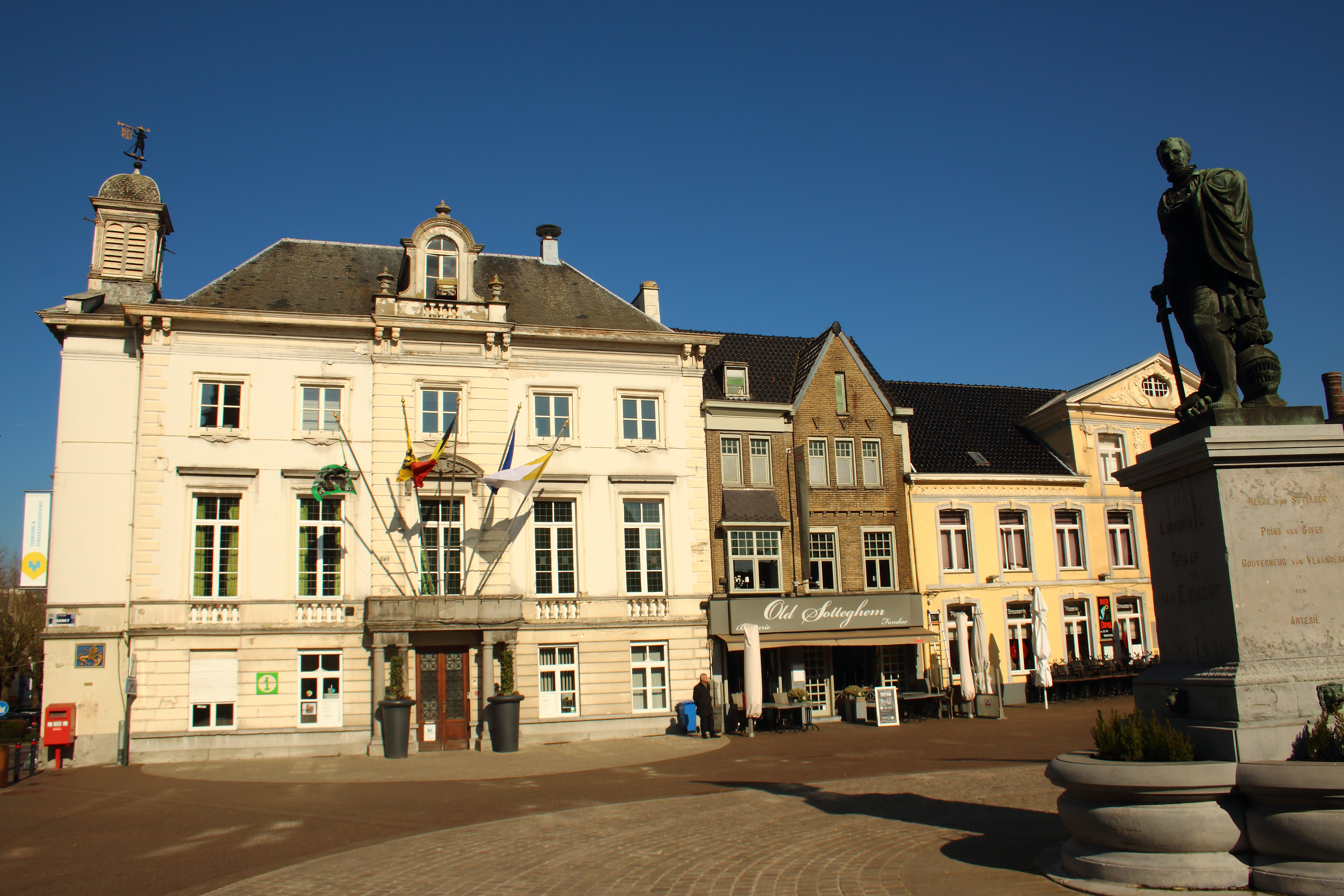
praça central

Zottegem é um município belga situado no distrito de Aalst e na província de Flandres Oriental. O município é constituído pela cidade de Zottegem propriamente dita e pelas vilas de (municípios até 1977) de Elene, Erwetegem, Godveerdegem, Grotenberge, Leeuwergem, Oombergen, Sint-Goriks-Oudenhove, Sint-Maria-Oudenhove, Strijpen e Velzeke-Ruddershove. 
Em 1 de Janeiro de 2006, o município de Zottegem tinha uma população de 24.548 habitantes, uma superfície total de 56.66 km² e uma consequente densidade populacional de 433 habitantes por km².
Com a sua bela paisagem, Zottegem faz parte da área geográfica conhecida por Ardenas flamenga.

## Habitantes famosos
- Lamoral, Conde de Egmont, general e estadista encontra-se sepultado em Zottegem.